# Karl Hecker (Altorientalist)
Karl Hecker (* 25. Juli 1933 in Hagen; † 22. April 2017 in Münster) war ein deutscher Altorientalist. Er war von 1977 bis 1998 Professor für Altorientalistik an der Universität Münster und Leiter des dortigen Altorientalischen Seminars.

## Leben
Hecker studierte klassische Philologie, Assyriologie und Islamkunde in Freiburg, Kairo und Basel. 1961 wurde er bei Oluf Krückmann mit einer Arbeit über Die Sprache der altassyrischen Texte aus Kappadokien promoviert; 1970 habilitierte er sich mit Untersuchungen zur akkadischen Epik, um 1977 als Nachfolger von Wolfram von Soden auf den Lehrstuhl für Altorientalistik in Münster berufen zu werden. Bereits 1978/79 war er Dekan des Fachbereichs „Alte und Außereuropäische Sprachen und Kulturen“, 1982 bis 1984 Prodekan der Philosophischen Fakultät. Unter seiner Ägide fand 1985 in Münster die 32. Rencontre Assyriologique Internationale zum Thema „Keilschriftliche Literaturen“ statt. Von 1986 bis 1992 leitete er den Fachausschuss „Orientalistik“ bei der DFG.